# 汉口商业银行大楼
30°35′4.2″N 114°17′21″E / 30.584500°N 114.28917°E
汉口商业银行大楼，是一处银行建筑，位于中国湖北省武汉市江岸区南京路86号，地处南京路与胜利街的交汇处。原为汉口商业银行1931年建设的银行办公大楼，此后先后作为汉口特别市（汉口市）政府驻地、中南军政委员会驻地、武汉钢铁公司、武汉图书馆使用。2004年至今建筑由武汉市少年儿童图书馆使用。现建筑为湖北省文物保护单位。

## 历史
1931年武汉本土商人赵典之与汉口巨商周星堂合伙创办汉口商业银行，遂租用汉口天主堂的地皮为自己修建银行大楼。银行大楼建成后除银行业务外，大楼的四楼也用作汉口华商总会的会所使用。
抗日战争期间，建筑先是由日军占领，此后改交汪精卫政府作为汉口特别市（后汉口市）政府的机关大楼。抗日战争结束后建筑仍被汉口市政府使用，直至1946年秋市政府方才将建筑交还给汉口商业银行。
1949年，汉口商业银行将大楼当给中原人民政府（中南军政委员会）使用，后中南军政委员会搬离，建筑改交武汉钢铁公司，而汉口商业银行也在1952年停业。1957年起大楼用作武汉图书馆至2000年。2004年，武汉市少年儿童图书馆自金城银行旧址搬至此处并使用至今。

## 建筑概述
建筑为一座6层钢筋混凝土结构大楼，整体呈中西折衷式风格，地上5层、地下1层。陈念慈负责设计，汉兴盛营造厂负责建造。赵典之为兴建此楼千金一掷，建筑所使用的一切材料都由其亲自挑选，皆是在当时驰名的品牌生产；汉兴盛营造厂为完成这项工程，也从其他各营造厂聘请熟练工参与工程，因此建筑所用材料好，施工质量亦高。建筑外立面仍取古典三段式构图，第一段高达3层，南京路一侧设置门廊，先需踏上15级台阶方到达门廊。外有6根罗马柱，内有3座连续拱券大门，其上有雕花装饰，两侧为麻石外墙，该立面整体呈现恢弘的风格基调。而胜利街一侧虽然同样为台阶门廊设计，但台阶与门廊整体修造偏向精美，与南京路一侧风格不同。两个立面相呼应，整体设计灵动不单调又主次分明。第二段1层，与第一段类似，在风格上是第一段的再此向上延长。而第三段为檐口，南京路一侧檐口之上曾为中式的歇山顶屋顶，后在抗日战争期间被毁，此后改建为平顶。建筑内部主体是跨度达2层的营业大厅，顶部有采光，内部还有电梯供人上下；建筑顶部除歇山顶屋顶外，还有亭台花园，现今屋顶八角亭便是花园的一个组成部分。

## 建筑保护
1998年5月27日，建筑以“汉口商业银行大楼”的名义被武汉市人民政府列为第四批武汉市文物保护单位。2008年3月27日，建筑以“汉口商业银行大楼”的名义被湖北省人民政府公布为第五批湖北省文物保护单位。
建筑作为文物的保护范围：汉口商业银行大楼及周围一定范围。以大楼外墙为界，东南面向外延伸8米至胜利街现状道路边线，西南面向外延伸7米至南京路北侧规划道路红线，西北面向外延伸20米，东北面向外延伸10米。
建筑作为文物的建设控制地带：以保护范围为界，东南面向外延伸7米至胜利街规划道路中线，西南面向外延伸10米至南京路规划道路中线，西北面、东北面各向外延伸20米。